# José Aranzábal
José Agustín "Gaztelu" Aranzábal Askasibar (23. juli 1946 - 30. december 2020) var en spansk fodboldspiller (midtbane). Han tilbragte hele sin karriere hos Real Sociedad, og vandt det spanske mesterskab med klubben i 1981.
Aranzábal spillede desuden to kampe for det spanske landshold, som han debuterede for 15. oktober 1969 i en VM-kvalifikationskamp på hjemmebane mod Finland.
Aranzábals søn, Agustín Aranzábal, blev også landsholdsspiller for Spanien.

## Titler
La Liga
- 1981 med Real Sociedad